# Juninho Quixadá
Pour les articles homonymes, voir Juninho (homonymie).
Pedro Julião Azevedo Junior, plus couramment appelé Juninho Quixadá, né le 12 décembre 1985 à Quixadá au Brésil, est un footballeur brésilien. Il évolue au poste d'attaquant au Ferroviaro EC.

## Biographie
Juninho Quixadá dispute 4 matchs en Ligue des champions, et 8 matchs en Ligue Europa, pour trois buts inscrits,. Il inscrit son troisième but en Ligue Europa le 27 février 2014, lors d'un match face à la Lazio Rome comptant pour les seizièmes de finale de cette compétition.
Le 24 janvier 2013, il obtient le passeport bulgare et déclare qu'il serait heureux de représenter l'équipe de Bulgarie,.

## Palmarès
- Avec le Ludogorets Razgrad
  - Champion de Bulgarie en 2012, 2013, 2014, 2015, 2016, 2017 et 2018
  - Finaliste de la Coupe de Bulgarie en 2017
  - Vainqueur de la Coupe de Bulgarie en 2012 et 2014
  - Vainqueur de la Supercoupe de Bulgarie en 2012 et 2014